# Baculifera pseudomicromera
Baculifera pseudomicromera är en lavart som beskrevs av Marbach. Baculifera pseudomicromera ingår i släktet Baculifera och familjen Physciaceae.   Inga underarter finns listade i Catalogue of Life.